# ☆the starry sky☆
「☆the starry sky☆」（ザ・スターリー・スカイ）は、日本のバンド、HΛLの4thシングルである。2001年5月23日にavex traxより発売。

## 解説
本作を機に佐藤あつしと梅崎俊春の両名の共同作曲による楽曲が多数発表されるようになり、サウンドの方向性もデジロック寄りへと変化していく。

## 収録曲
1. ☆the starry sky☆
作詞：HΛLNA　作曲：梅崎俊春・佐藤あつし　編曲：HΛL
テレビアニメ『機動天使エンジェリックレイヤー』エンディングテーマ
TX系『ASAYAN』エンディング・テーマ
ブルボン「ザスク」CMソング。
2. justice
作詞：HΛLNA　作曲：佐藤あつし　編曲：HΛL
3. ☆the starry sky "D-Z AIR RAID MIX"
リミックス：D-Z
4. justice "O-R'S ANOTHER WORLD-MIX"
リミックス：ORIENTA-RHYTHM
5. justice "HΛL's MIX 2001"
リミックス：HΛL
6. ☆the starry sky☆ "TV MIX"
7. justice "TV MIX"